# Conducteur

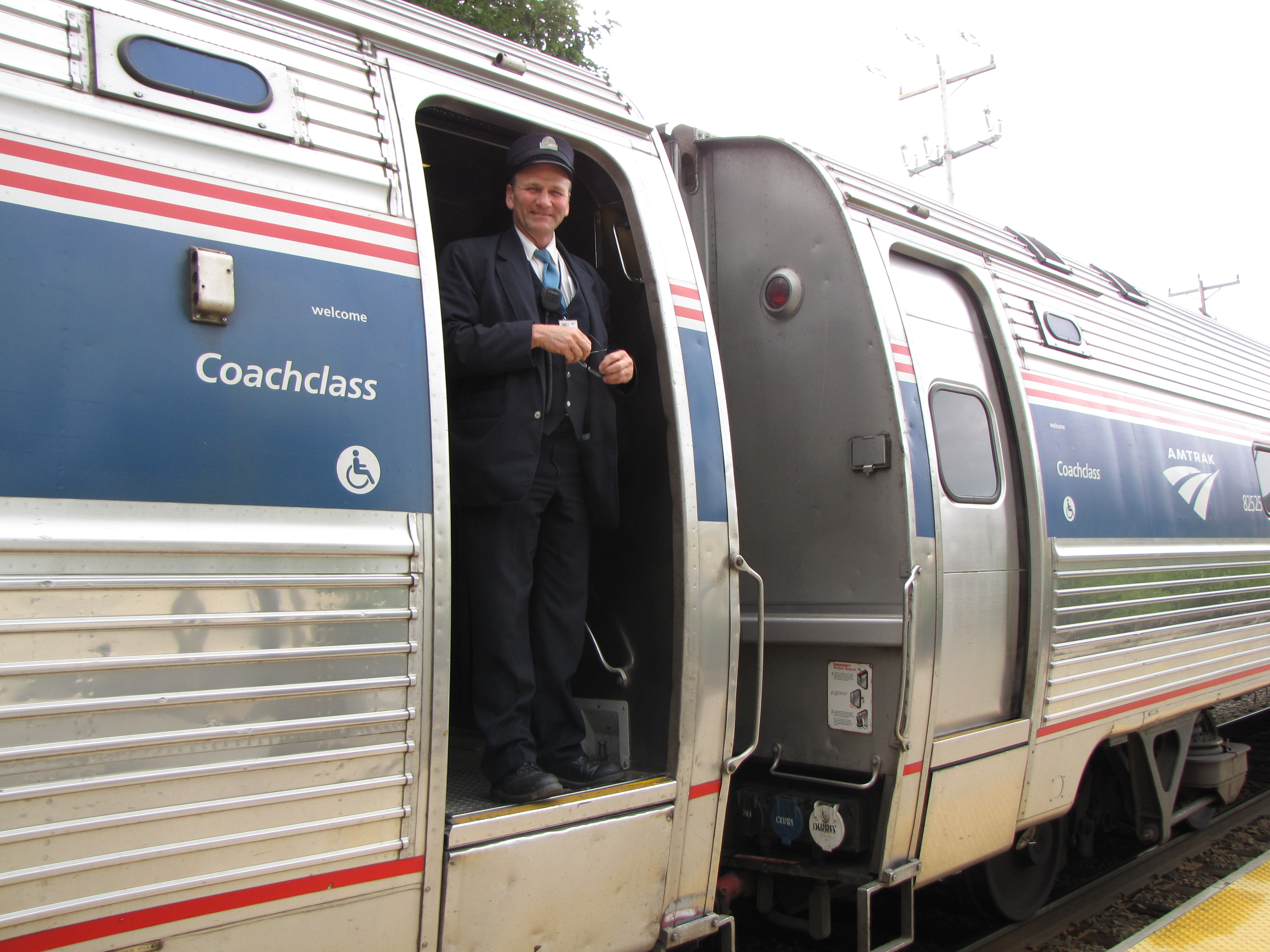
Conducteur op een Amerikaanse trein

Een conducteur of conductrice (vrouw) is een functionaris op de trein bij personenvervoerders op het spoor en in de tram, vroeger ook in de bus. Bij de Belgische spoorbedrijven en bij NS International wordt deze term vermeden omdat dit in het Frans treinbestuurder betekent, en is de benaming respectievelijk treinbegeleider en train manager.
Bij een trein zonder conducteur spreekt men van eenmansbediening. De machinist kijkt zelf of de deuren kunnen worden gesloten om te vertrekken, en kaartcontrole vindt bijvoorbeeld steekproefsgewijs plaats met mobiele teams. Dit komt voor bij korte lichtgewichttreinen.

## Terminologie

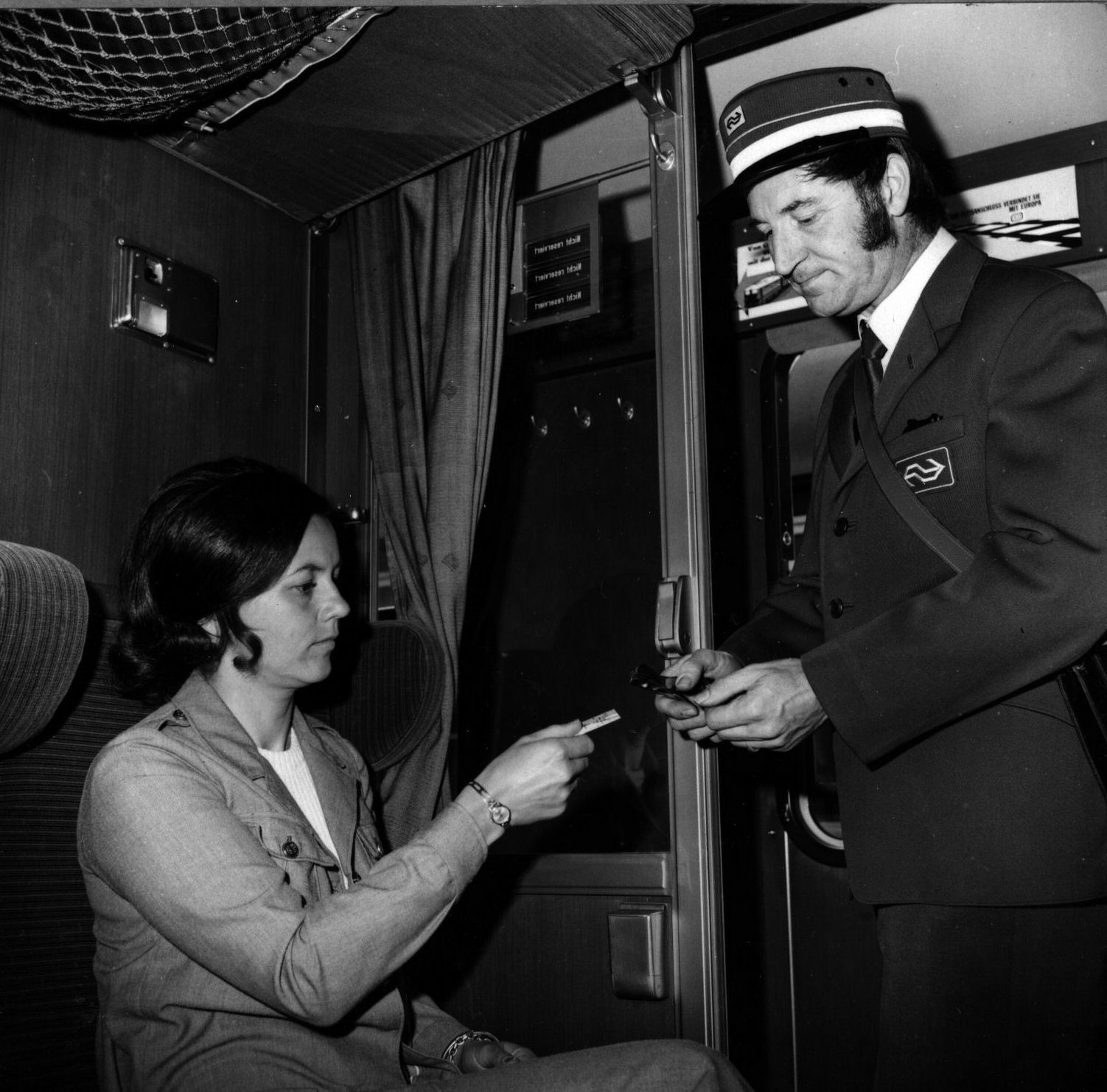
Conducteur

'Conducteur' is via het Frans aan het Latijn ontleend. In het huidige Frans betekent conducteur 'bestuurder', de functie die in Nederland 'machinist' en in België 'treinbestuurder' heet. De oudste vermeldingen in het Nederlands dateren uit 1567, waar het 'begeleiders, toezichthouders' betekende, en 1570, waar het stond voor 'leidsman, gids'. In het openbaar vervoer is de term sinds 1829 bekend voor alle het vervoer begeleidende beambten, later in de negentiende eeuw werd de betekenis beperkter, ging het staan voor slechts een van de beambten.
In Nederland loopt de conducteur rond in de trein. Bij de Belgische spoorbedrijven is de benaming in het Nederlands treinbegeleider (en in het Frans accompagnateur de train). Andere, minder gebruikte termen zijn treinwachter of kaartjesknipper. Het woord conducteur wordt bij de Belgische spoorbedrijven enkel in het Frans officieel gebruikt en betekent dan iets heel anders, namelijk treinbestuurder (machinist).
Bij NS International, die de treinen Thalys, ICE, de internationale trein naar Berlijn en de Beneluxtrein uitbaat op Nederlands grondgebied, wordt de conducteur 'Train Manager' genoemd.

## Nederland

### NS Reizigers
Bij NS Reizigers is de conducteur officieel hoofdconducteur (hc). De hoofdconducteur heeft tot taak de trein veilig en op tijd te laten vertrekken, reizigers te informeren en vervoerbewijzen te controleren. Als dat niet in orde is kan hij een UvB uitschrijven. Als dit voor hem of de treindienst ongelegen komt of uit coulance geeft hij de reiziger soms de keuze om in plaats daarvan bij het eerstvolgende station uit te stappen. Als de reiziger een OV-chipkaart met NS Flex aanbiedt wordt als er iets niet in orde is vrijwel automatisch een correctietarief in rekening gebracht.
In 2009 kwam de functie van conducteur terug. Daarvoor heette deze functie vertrekassistent. De conducteur was ondergeschikt aan de hoofdconducteur, had geen opsporingsbevoegdheden en had als hoofdtaak het assisteren bij de vertrekprocedure. Later werden deze medewerkers hoofdconducteur genoemd, maar waren in zo'n geval geen chef van de trein. Deze voorziet de chef van een extra paar ogen bij het sluiten van de deuren, wat vooral belangrijk is als het station in een bocht ligt. De chef fluit als eerste, de assistent zwaait, waarop de chef zijn sleutel draait. De assistent heeft, omdat deze kaartjes controleert, opsporingsbevoegdheden en controlebevoegdheid.

#### Bevoegdheden
De hoofdconducteur bij NS is Toezichthouder bij NS, belast met het handhaven van de orde, rust en veiligheid in de trein, waarvoor een logo bestaat van een hand met een oog.
Ze mogen een identiteitsbewijs vragen om het innen van bedrijfsboetes mogelijk te maken.
Sinds 2023 zijn ze geen buitengewoon opsporingsambtenaar (BOA), die bevoegdheid is beperkt tot medewerkers van de Veiligheid- en Serviceteams. Dit zijn medewerkers die service verlenen op stations en in de trein en die het correct op stations door poortjes gaan in de gaten houden, en in treinen en op stations soms vervoersbewijzen controleren.

#### Vertrek van de trein

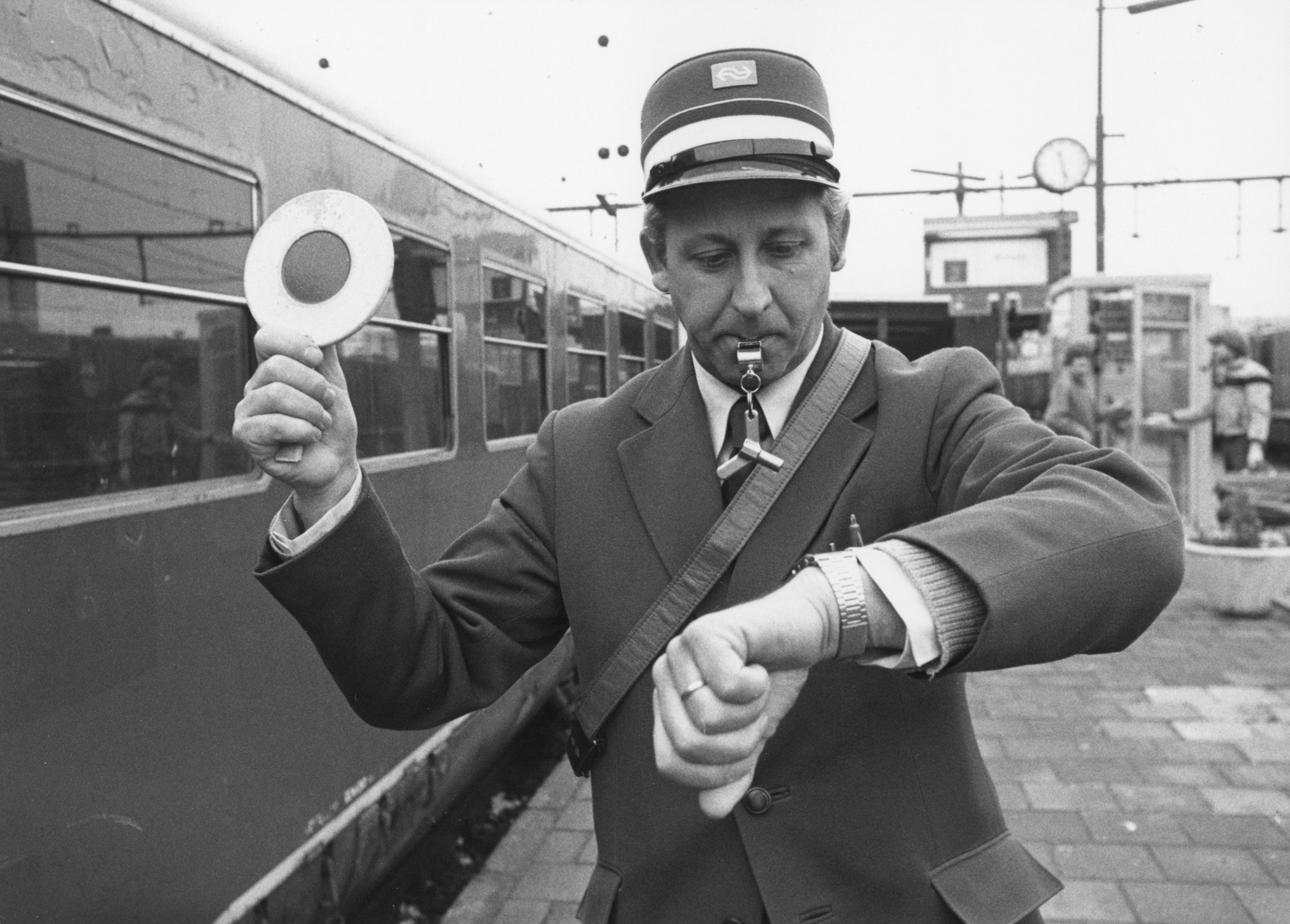
Conducteur

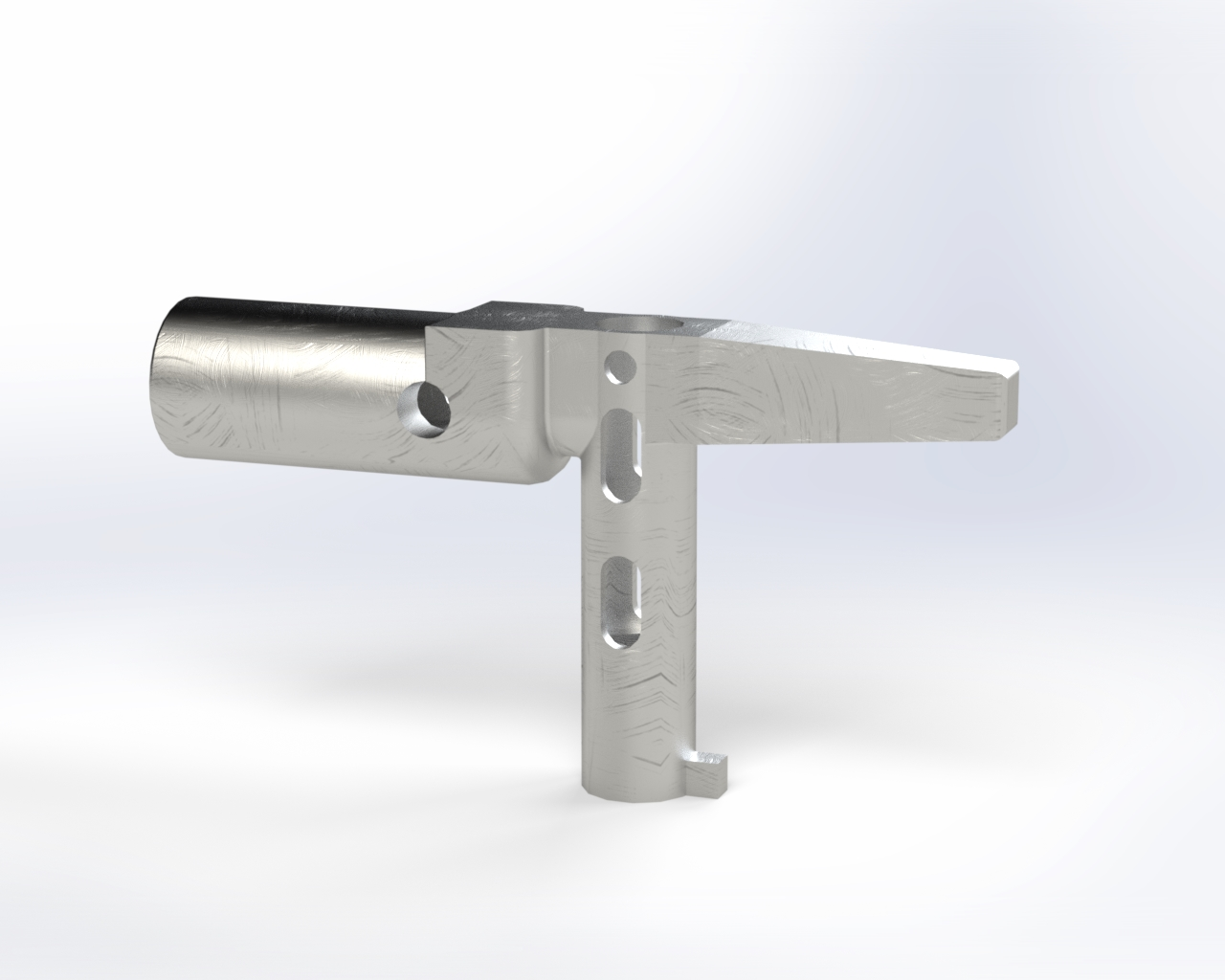
Nederlandse conducteurssleutel NS

Voordat de trein gaat vertrekken controleert de conducteur of seinbeeld veilig is; zo nodig is er een vertreklicht op het perron zodat hij dit kan zien. 20 seconden voor de vertrektijd geeft de conducteur met een fluitsignaal aan de reizigers aan dat er niet meer in- of uitgestapt mag worden. Hierna worden de deuren vanaf een balkon gesloten met een speciale sleutel (zie afbeelding; voor 1960 moest de conducteur alle deuren met de hand sluiten). Tijdens dit proces blijft de deur waar de sleutel gedraaid wordt open, zodat de conducteur vanaf het perron of vanuit de deuropening zicht heeft op de sluitende deuren. De conducteur voorkomt hiermee dat mensen beklemd raken tussen de deuren van de trein en hierdoor meegesleept kunnen worden. Nadat alle deuren gesloten zijn stapt de conducteur door de laatste geopende deur in en sluit deze, waarna in de cabine van de machinist een lamp gaat branden, die meestal groen is maar in een FLIRT of SNG wit. Tot 1 december 2004 hield de conducteur zijn deur open terwijl de trein begon te rijden, waardoor de conducteur tot het laatste moment overzicht kon houden. Mede omdat sommige reizigers hiervan misbruik maakten door op het laatste moment in te stappen - en na een ernstig ongeval - is dit niet meer toegestaan en mag de machinist pas vertrekken als alle deuren zijn gesloten. Een uitzondering op het bovenstaande is van toepassing op getrokken materieel dat niet van automatische deuren is voorzien. Hier wordt het vertrekbevel buitenom gegeven met de lamp, nadat de machinist zich hier ook van heeft vergewist vertrekt hij.
Voorheen werd het vertrekbevel buitenom met het "spiegelei" en 's nachts met een groene lamp gegeven, terwijl conducteur en machinist op het perron stonden, waarna de conducteur snel moest instappen. Destijds moest de conducteur met de hand alle deuren sluiten, wat bij lange treinen nogal wat tijd vergde. Later kregen het Mat 54 en plan W automatische deursluiting. De manier met spiegelei wordt gebruikt door conducteurs op de internationale treinen naar Brussel en Berlijn.

#### Omroep

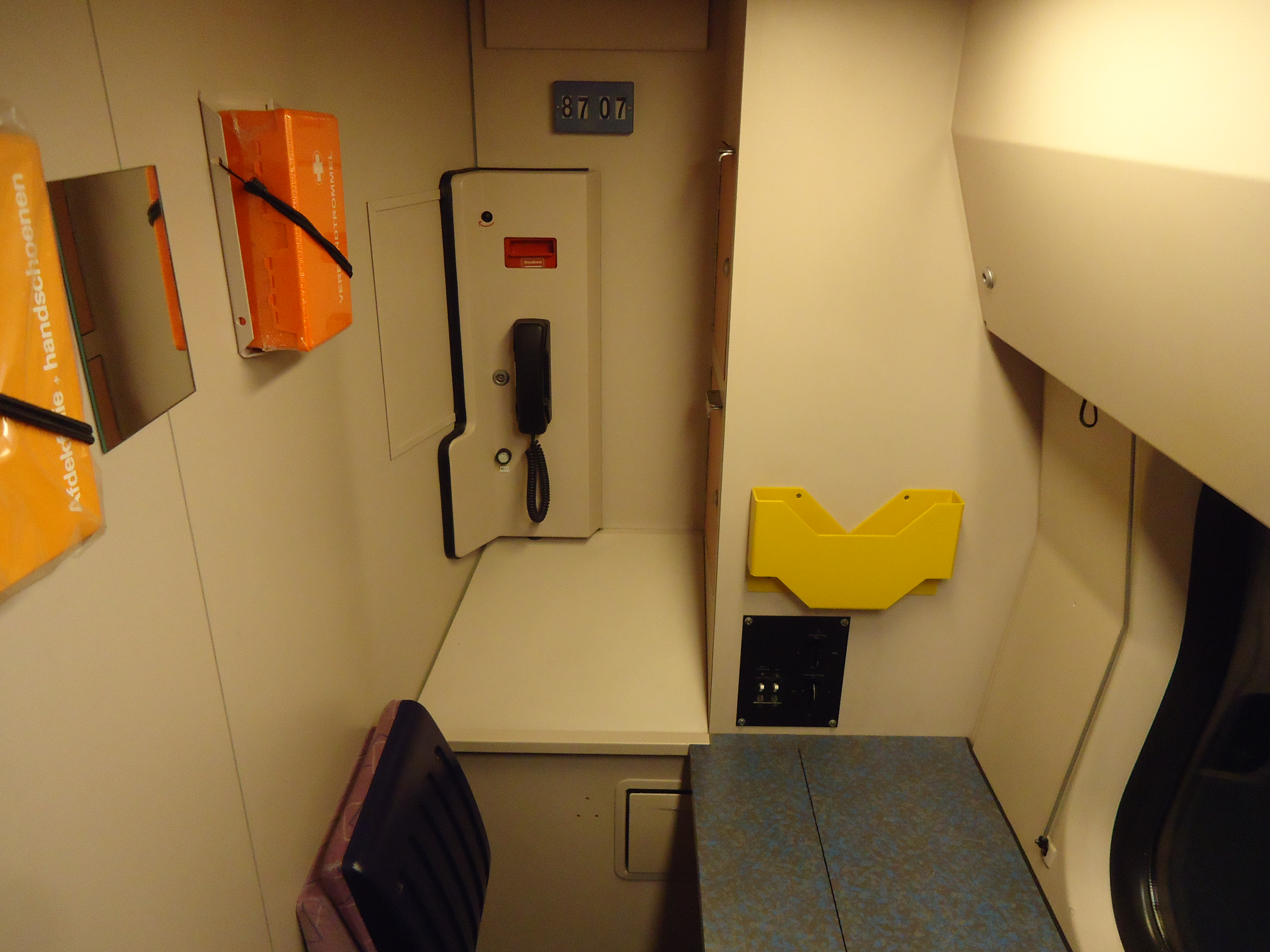
Omroepinstallatie en EHBO-hulpmiddelen in de conducteursruimte

Sinds Mat '64 zijn de treinen voorzien van een omroepinstallatie.
De hoofdconducteur roept bij aankomst op een knooppuntstation de naam van het station en de aansluitingen om. Kleinere stations (waarbij alleen de naam van het station hoeft te worden genoemd) worden meestal door de machinist omgeroepen. In sommige treinen, zoals SGMm en de SLT is een automatisch omroepsysteem. Hier hoeft het treinpersoneel deze informatie niet om te roepen.
De omroepinstallatie wordt gebruikt voor het verstrekken van verdere informatie, wat vooral bij calamiteiten nuttig is.
Later werd gebruikelijk om reizigers niet alleen te informeren over de manier waarop ze hun bestemming kunnen bereiken, maar ook over de oorzaak van een vertraging.
De hoofdconducteur spreekt in een telefoonhoorn in zijn cabine (zie hieronder) of in een kastje op een balkon.

#### Uniform
De NS-conducteur had tot 1987 een blauw uniform met een lichtgrijs overhemd. Vanaf 1987 werd dit een lichtgeel overhemd. In de loop van 2004 is er een nieuw uniform geïntroduceerd en is de conducteur in een donkerblauw driedelig pak met rode accenten de trein op gegaan. Een rode streep was vroeger het herkenningsteken van de hc. De verschillende functies worden weergegeven met een functiebordje op het uniform.

### NS International
Zoals al eerder gemeld, worden hoofdconducteurs in dienst van NS International "Train Managers" genoemd. Qua werkzaamheden verschilt de functie niet veel van die van (hoofd)conducteur. Een groot verschil is dat Train Managers kennis dienen te hebben van de wet- en regelgeving van de landen waar hun treindienst rijdt. Zo dient een Train Manager op de Beneluxtrein kennis te hebben van de Belgische wetgeving en procedures. Internationale Train Managers hebben net zoals de binnenlandse collega's geen boa-bevoegdheid. Op Nederlands grondgebied hebben zij de bevoegdheden van toezichthouder volgens de Wet personenvervoer 2000. Buiten Nederland zijn de bevoegdheden van het land waar hun treindienst rijdt van toepassing.

#### Kleding
Train Managers van NS International droegen een donkerblauw driedelig pak met blauwe accenten. Bij de introductie van de hogesnelheidstrein Fyra in september 2009 werden nieuwe, door Erny van Reijmersdal ontworpen uniformen met de roze/rode kleuren van het toenmalige NS Hispeed in gebruik genomen. Sinds de integratie met NS Reizigers dragen Train Managers op de Beneluxtrein het reguliere NS-uniform, soms aangevuld met een NMBS-sjaal. Train Managers op ICE International en Thalys hebben uniformen die bij de treindienst horen.

### Overige treinvervoerders
Arriva, Connexxion, Breng, Syntus en Keolis/Eurobahn hebben geen conducteurs, wel controleurs die af en toe opstappen. Op de Merwede-Lingelijn en de Vechtdallijnen van Arriva is een steward aanwezig, die vervoersbewijzen controleert en service verleent.

### GVB (Amsterdam)

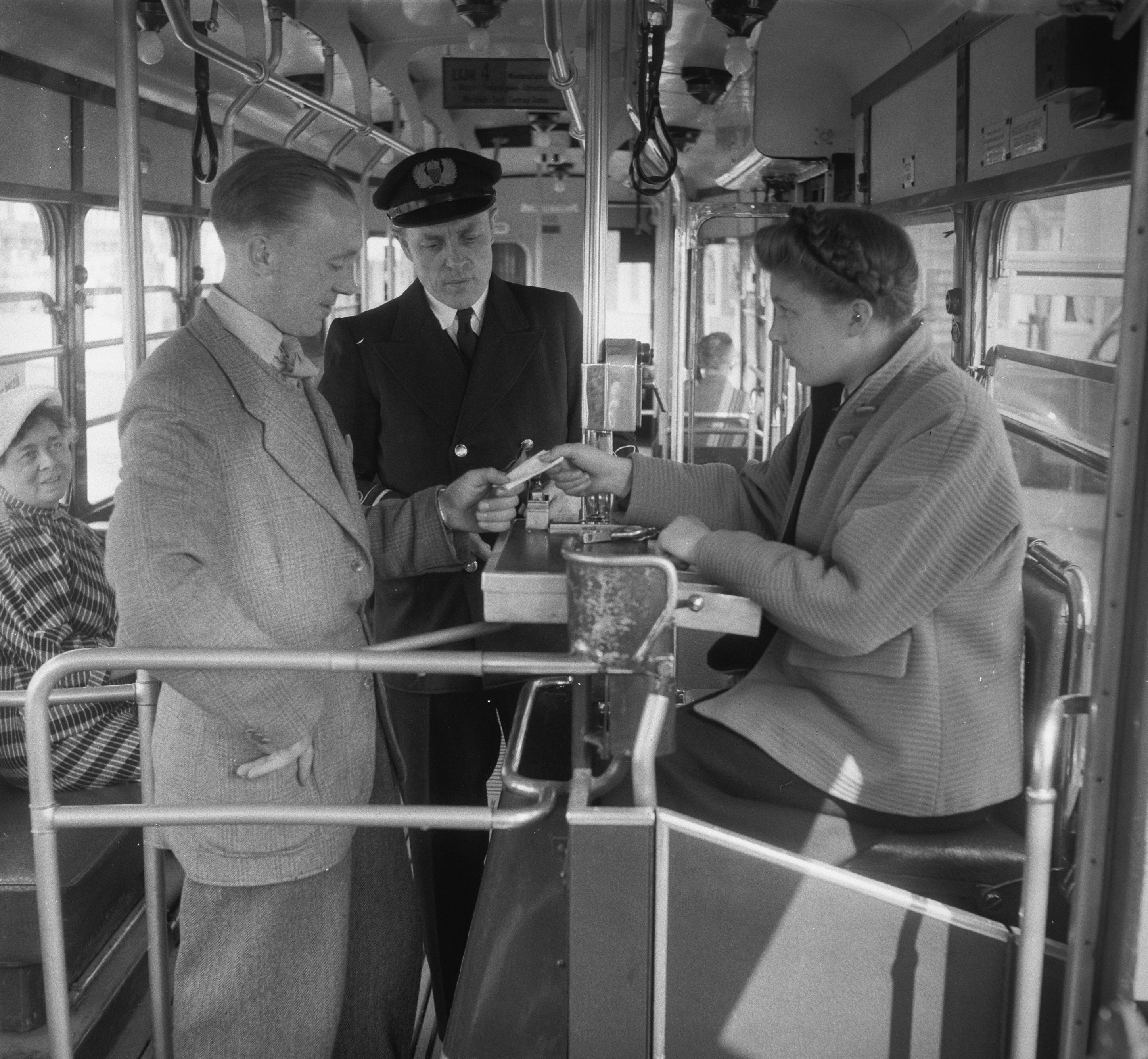
Tramconducteur in 1954

De conducteurs op de Amsterdamse gelede trams werden in 1969-'70 afgeschaft, omdat men daarvan economische voordelen verwachtte en ervan uitging dat reizigers genoeg verantwoordelijkheidsgevoel hadden om zichzelf van een geldig plaatsbewijs te voorzien. Op de drieassige motorwagens van lijn 27 werd de conducteur al in 1967 afgeschaft. De overige te behouden drieassige motorwagens verloren de conducteur in 1971-'73. Op de bijbehorende bijwagens bleef de conducteur echter gehandhaafd tot en met de laatste ritten in 1983.

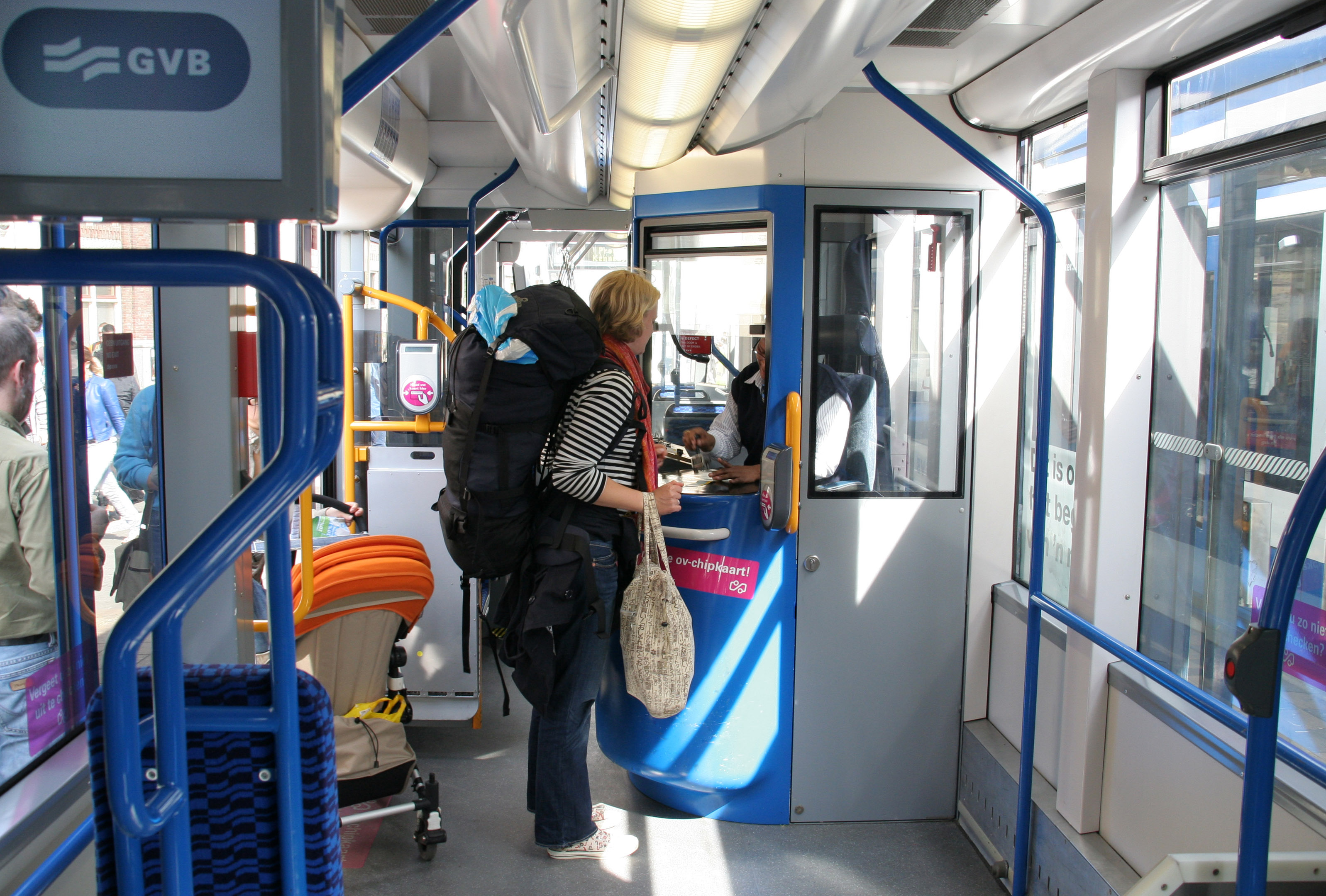
Conducteurscabine in een Amsterdamse Combino.

Later leidden de ervaringen met zwartrijden en onveiligheid ertoe dat men in 1985 een proef begon met wagenbegeleiders op een aantal tramlijnen waarbij werkloze jongeren als lopende conducteur fungeerden. In 1991 nam men een proef met een vaste zittende conducteur op een tramlijn waarbij de conducteurs gefinancierd werden uit de Melkertgelden. Omdat de werving van nieuwe conducteurs moeizaam verliep en het verloop groot was, duurde het tot 2003 voordat de conducteur terugkeerde op alle trams uitgezonderd de tramlijnen 5, 16 (sinds 22 juli 2018 19) en 24 waarvan het materieel (type 11G en 12G) zich er niet toe leende. Bij de een-na-laatste deur (Combino) zit een conducteur. Deze verkoopt vervoersbewijzen en controleert of men incheckt. In de oudere trams riep de conducteur ook de haltes en andere informatie om. In de moderne Combino doet een opgenomen stem (van GVB-medewerker Marc Klardie) dat automatisch. Dit systeem is in 2004-'05 ook in alle oudere trams geïnstalleerd. De conducteur kan echter de automatische omroep overrulen of aanvullen. Van 22 februari tot 24 april 2016 nam het GVB een proef met een open instapregime op lijn 2 om de doorstroom te bevorderen waarbij evenals op lijn 5 een lopende conducteur werd ingezet, nu gastheer of gastvrouw genoemd. Op lijn 25 en 26, die met gekoppelde trams rijden, rijdt in principe alleen een conducteur mee op de achterste wagen die bij lijn 25 gebruik maakt van een ongebruikte bestuurderscabine.
Ook het Amsterdams busnet heeft conducteurs gekend, maar alleen op proeflijn 14 in 1908 en later op twee gelede bussen vanaf 1957. In 1970 werd de conducteursplaats achterin verwijderd, net als bij de gelede trams.
Tot slot heeft ook het Amsterdams veerbedrijf conducteurs gekend, voor het laatst op IJ-veer IV tot zijn opheffing op 31 december 1970. Destijds gold op de IJ-veren III en IV het normale GVB-tarief. De huidige veerdiensten zijn gratis.

### RET (Rotterdam)

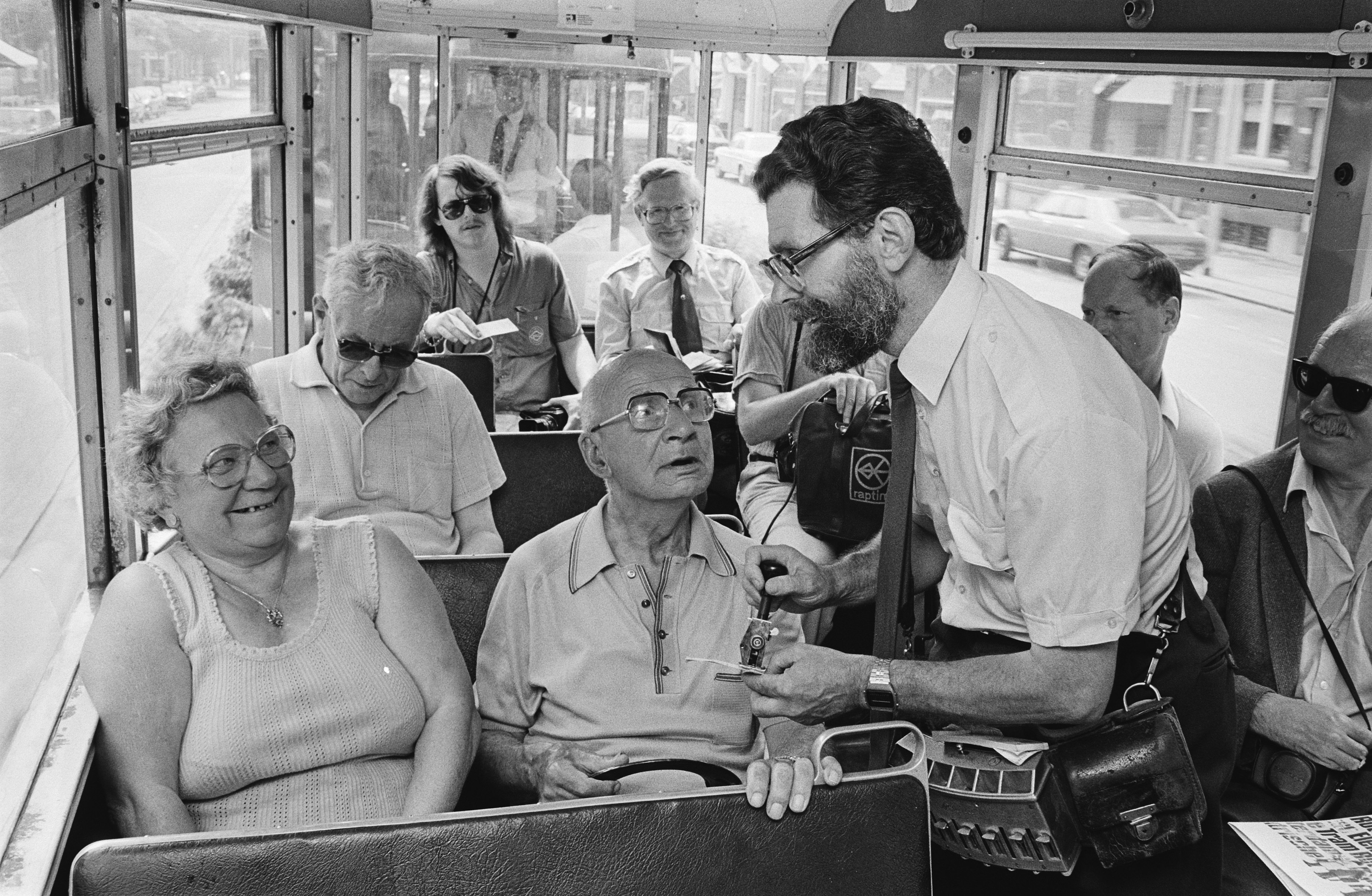
Tramconducteur in 1983

In Rotterdam reden in de stille uren op een aantal lijnen eenmanwagens zonder conducteur. De conducteur verdween geleidelijk vanaf het eind van de jaren zestig tot begin jaren zeventig. Een deel van het materieel (de resterende Allanstellen) was ongeschikt om te worden verbouwd voor eenmansbediening en daarom bleef de (lopende) conducteur gehandhaafd tot juli 1983, afgezien van een mislukte proef op de motorwagens begin 1974.
Rotterdam had dezelfde ervaringen als Amsterdam en besloot dus ook tot herinvoering van de conducteur, maar men heeft het werk uitbesteed aan een particuliere firma. Sinds maandag 24 november 2003 rijdt op alle Rotterdamse tramlijnen een lopende conducteur mee van het beveiligingsbedrijf Group 4 Securicor, sinds 2010 van Securitas. Er is dus niet, zoals in Amsterdam, gekozen voor een conducteurzitplaats die alle reizigers moeten passeren.
Ook het Rotterdamse busnet heeft conducteurs gehad, tussen 1953 en 1962 onder meer op de voorwagens en aanhangers van de Maastunnelexpress lijn 52.

### HTM (Den Haag)
In Den Haag verdween de laatste tramconducteur in 1965 bij het volledig overschakelen op eenmanexploitatie met PCC-cars. Op het Haagse busnet verdwenen de conducteurs in de jaren 1949-'52. In tegenstelling tot de situatie in Amsterdam en Rotterdam is de conducteur op de Haagse tram niet vast teruggekeerd. Toch worden er sinds 2014 op wisselende lijnen op verschillende tijdstippen en trajecten 120 vaste conducteurs ingezet onder de naam "HTM Security", naast de reguliere HTM-controleurs, echter zonder opsporingsbevoegdheid. Net als bij de RET zijn het lopende conducteurs. Door de wethouder verkeer is hiervoor 8 miljoen euro uitgetrokken.

### U-OV (Utrecht)
Op de Utrechtse sneltram/Uithoflijn in Utrecht rijden geen conducteurs mee maar wel steekproefsgewijs controleurs.

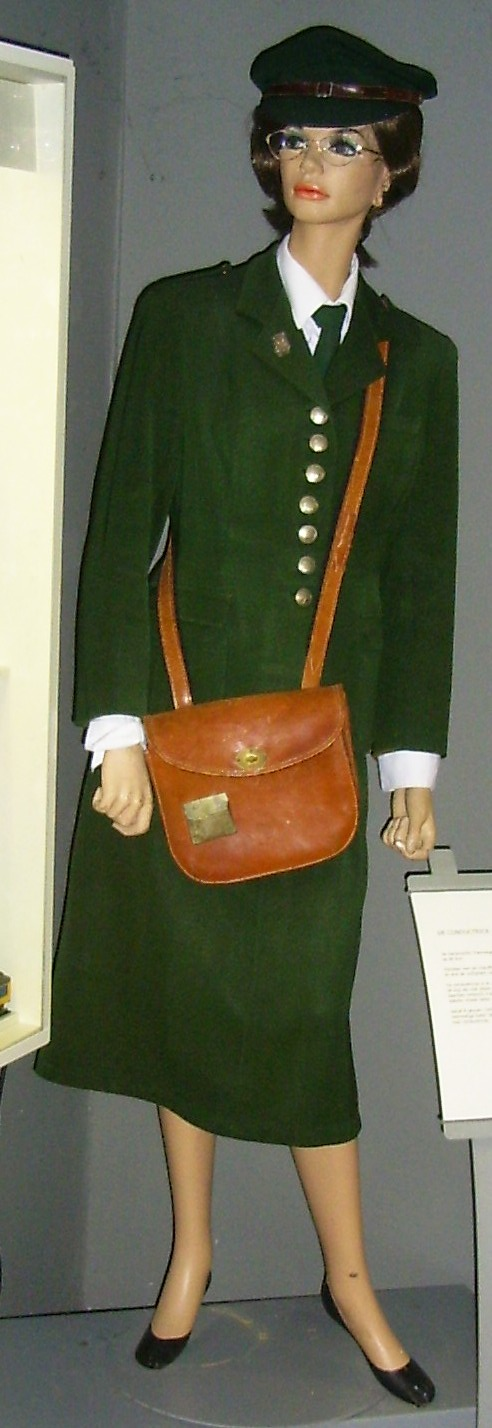
Conductrice bij de Gelderse Tramwegen

### Interlokale tram
Op de vroegere interlokale tramlijnen reden een of meerdere conducteurs mee. Dit was voor het laatst in februari 1966 bij de RTM op de Zuid-Hollandse Eilanden. Bij de Blauwe Tram van de NZH was de officiële benaming "conducteur-treingeleider". Op de huidige regionale Utrechtse sneltramlijn van Utrecht naar Nieuwegein en IJsselstein hebben nooit conducteurs meegereden.

### Bus
Ook stadsbussen in de grote steden en streekbussen hebben (lopende) conducteurs en conductrices gekend. Dat was ook niet anders mogelijk doordat bij veel bussen, zoals de befaamde Crossleys, alleen in het midden kon worden ingestapt en de chauffeur in een afgesloten cabine zat. Bij de Gelderse Tramwegen (tram en bus) moest de conductrice niet alleen kaartjes verkopen, maar ook pakketten in- en uitladen. Vooral op lange lijnen met een ingewikkelde tariefstructuur als Haarlem – Den Haag (NZH) en Utrecht – Arnhem (NBM) werd nog lang met conducteur gereden. Voor het laatst was deze functionaris aanwezig op Tensen- / NBM-lijn 17 (Baarn – Soesterberg – Utrecht) in 1968, DAM-lijn 1 (Appingedam / Delfzijl – Groningen) in 1970 en Westnederland (ex-Citosa)-lijn 5 (Bodegraven – Utrecht) in 1971. Bij de DAM was de conducteur tevens bevoegd chauffeur en kon hij bij grote drukte een tweede bus besturen. Voor al deze lijnen gold dat de rijtijd aanzienlijk moest worden verlengd nadat de eenmansbediening was ingevoerd.

## België
Tegenwoordig komt de naam "conducteur" in België nog voor als synoniem van trambestuurder. In de spreektaal wordt het ook vaak gebruikt als synoniem voor 'treinbegeleider', de term die de NMBS officieel gebruikt. Ook 'garde', 'kaartjesknipper' en 'controleur' zijn gebruikelijk.

### NMBS
De treinbegeleider van de NMBS heeft verschillende taken: hij moet de deuren sluiten (bij gesleept binnenlands materieel ook deuren openen), vervoersbewijzen controleren en waar nodig aanmaken, reizigers informatie verstrekken en helpen, de haltes omroepen, aankondigingen doen bij verstoord verkeer, erover waken dat de trein op tijd rijdt, zonder vertragingen op te lopen, deuren van fietsruimtes openen bij de meeste treinen behalve de nieuwste (M7), enzovoort.
Zowel treinbegeleiders met slechts een binnenlandse bevoegdheid als hun collega's die eveneens op internationale treinen mogen rijden, dragen hetzelfde uniform.
Belgische treinen kunnen meerdere treinbegeleiders tegelijkertijd aan boord hebben, waarvan er slechts één de boordchef is, de anderen zijn op dat ogenblik controlebediendes en ondergeschikt aan de boordchef. Behalve indien zij deel uitmaken van de zogenaamde "Ticket Control Teams (TICO)". Deze bediendes werken onafhankelijk van de boordchef, onder leiding van een eerste treinbegeleider, meestal in groepjes van drie personen. Zij voeren doorgedreven controles uit op de vervoersbewijzen met het oogmerk fraude en zwartrijders op te sporen. Deze speciale controle is een belangrijk element in de strijd tegen agressie jegens het boordpersoneel.

### Uniform
De trein- en stationsmedewerkers dragen sedert 9 november 2020 een blauw uniform, ontworpen door het Belgische modehuis Xandres. Het moest professioneel en tijdloos ogen en vooral praktisch zijn voor de medewerkers en duidelijk herkenbaar voor de treinreizigers. Het uniform werd vanwege de coronapandemie aangevuld met een bijpassend donkerblauw mondmasker. Vrouwelijke medewerkers kunnen naast een broek of een rok ook een kleedje dragen. Dit blauwe uniform vervangt de lichtgrijze versie, ingevoerd in 2011 naar een ontwerp van Olivier Strelli.

### Vertrek van de trein

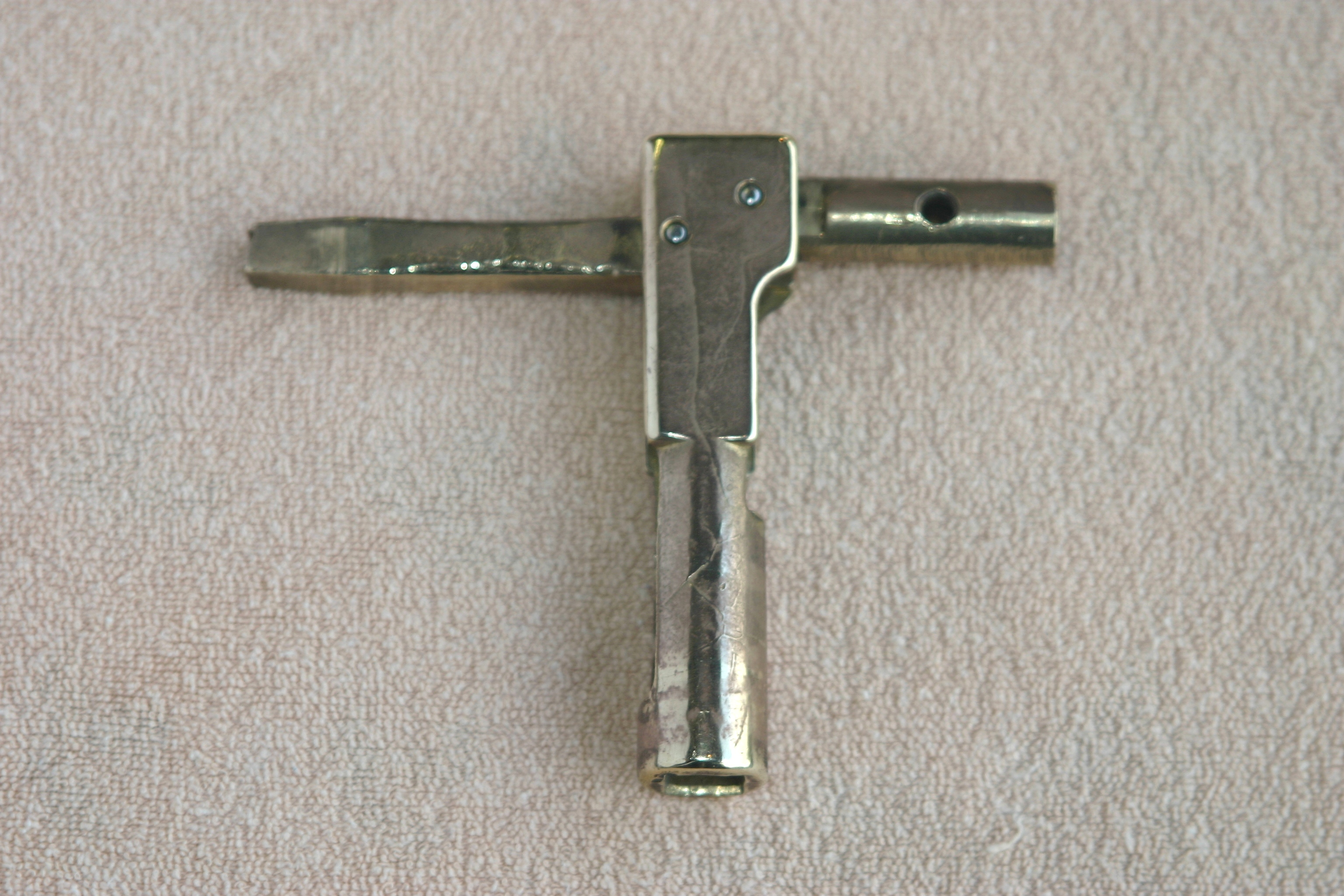
Belgische driewegsleutel NMBS

Bij de vertrekprocedure van een passagierstrein sluit de treinbegeleider met een speciale sleutel (zie foto) alle deuren vanaf één deur die als laatste geopend blijft. Wanneer alle deuren veilig gesloten zijn geeft de treinbegeleider de mededeling "verrichtingen gedaan" aan de treinbestuurder. Dit kan door middel van de AVG (aanwijzer verrichtingen gedaan). Als er aan het perron geen AVG aanwezig is kan op treinstellen de aanwijzing gegeven worden door een "installatie-eigen-aan-het-materieel" (een zoemer bij de treinbestuurder die de treinbegeleider vanuit zijn deur kan bedienen). Op getrokken materieel wordt dit gedaan door het geven van een enkel lang fluitsignaal gecombineerd met een beweging van de arm van beneden naar boven (bij nacht of bij slechte zichtbaarheid in combinatie met een opgestoken witte lamp) richting de bestuurder die vanuit de cabine kijkt.
De mededeling "verrichtingen gedaan" is geen vertrekbevel. Het vertrek wordt uiteindelijk bepaald door de "open" toestand van het vertreksein of een overschrijdingsbevel (toestemming om voorbij een rood sein te rijden) voor dat sein.
Bij de oude procedure hield de treinbegeleider na het geven van de aanwijzing "verrichtingen gedaan" vanuit de laatste openstaande deur toezicht over het perron tot wanneer de trein vertrekt. Hij sluit die deur binnen de 30 meter. In die fase van het vertrek kunnen zich ongevallen voordoen mochten laattijdige reizigers alsnog proberen bij die deur in te stappen in de aanzettende trein. Een incident dat zich vaak voordoet, omdat reizigers de zin van die procedure niet begrijpen.
De treinbegeleider heeft als belangrijkste taak te waken over de veiligheid en orde aan boord van de trein en op de perrons. Daarbij is het van groot belang dat een trein niet vertrekt zonder dat alle instapdeuren volledig gesloten zijn. De bediening van de AVG is een risicovol element in de vertrekprocedure. Op het ogenblik dat hij de AVG bedient is de treinbegeleider fysiek van de trein gescheiden en kan hij de noodrem niet bedienen, mocht er zich aan de trein een veiligheidsincident voordoen. Om die reden streven de treinbegeleiders ernaar het reglement te doen veranderen, zodat de trein met alle deuren gesloten zou vertrekken. Om technische redenen is het echter nog niet bij elk type materieel mogelijk de gesloten toestand van de deuren aan de bestuurder te melden.
Op 10 juni 2018 heeft NMBS de aangepaste vertrekprocedure ingevoerd, waardoor alle treinen met gesloten deur vertrekken. Met deze procedure stapt de treinbegeleider na het geven van de aanwijzing "verrichtingen gedaan" op en sluit hij direct zijn deur. Op treinstellen mag bestuurder vertrekken zodra de AVG open gekomen is en de getuigenlamp (melding dat alle deuren gesloten zijn) brand. Op perrons zonder AVG volstaat de getuigenlamp, maar treinbegeleiders gebruiken nog dikwijls de zoemer als bevestiging dat zij veilig zijn opgestapt. Bij getrokken materieel (zonder getuigenlamp of zoemer) wordt de aanwijzing "verrichtingen gedaan" op dezelfde manier gegeven, maar moet de treinbestuurder na het vertrek uit het cabineraam of de cabinedeur visueel controleren of de treinbegeleider is opgestapt en zijn deur heeft gesloten.

### Tram
In België werd de (lopende) conducteur meestal "ontvanger" (vertaling van het Franse "receveur") genoemd. In Antwerpen was deze tot ongeveer 1970 ook op de PCC-cars aanwezig maar dan zittend voorin, in plaats van achter in de wagen.